# Ignacio L. Figueroa Balvanera
Ignacio L. Figueroa Balvanera (Santiago de Querétaro, Querétaro, 1890-5 de diciembre de 1959) fue un político mexicano, miembro del Partido Revolucionario Institucional (PRI) y sus antecesores. Fue Senador por Querétaro de 1936 a 1940.

## Biografía
Realizó estudios básicos en la ciudad de Querétaro, la secundaria en la Escuela Normal de 1908 a 1912 y luego egresó de la misma como profesor normalista en el año de 1913. Se dedicó al desarrollo de proyectos de irrigación en su estado natal.
De 1920 a 1921 fue subdirector de la Comisión Nacional Agraria, y de 1933 a 1934 director de Bienes Nacionales de la Secretaría de Hacienda y Crédito Público. Tras este cargo, fue postulado en 1936 candidato del entonces Partido Nacional Revolucionario (PNR) a senador por Querétaro en primera fórmula. 
La reforma constitucional aprobada en 1933 que ampliaba la duración de las legislatura de dos a tres años, causó que fuera elegido para un periodo extraordinario de cuatro años de 1936 a 1940 y que correspondieron a un año de la XXXVI Legislatura y los tres años de la XXXVII Legislatura.
Su padre, Ignacio L. Figueroa, fue director de la Escuela Normal de Querétaro, y su hermano José Figueroa Balvanera, fue senador por Querétaro de 1952 a 1958.